# M (詹姆斯·邦德)
M是伊恩·弗莱明创作的詹姆斯·邦德小说及电影的角色，秘密情报局（即军情六处）的局长，邦德的上司。弗莱明在创作这个角色时，参考了他认识的几位英国情报部门的管理人员。M这个角色出现在弗莱明及七位后续作者的作品和24部电影中，其中永世制片公司版本先后由柏納德·李、劳勃·布朗、朱迪·丹奇和现任的拉尔夫·费因斯饰演，另外两部独立作品的版本则由约翰·休斯顿、大卫·尼文、爱德华·福克斯饰演。

## 背景

英国海军情报部少将约翰·戈弗雷是弗莱明的上级，M就是以他为原型创作。

弗莱明在二战期间服役于海军情报部，当时他的上级、也就是M的原型，海军少将约翰·戈弗雷。弗莱明去世后，戈弗雷曾抱怨“他把我变成了不讨人喜欢的角色，M”。
M的原型人物还包括军情六处副主任、战时Z网络负责人、克劳德·丹西爵士中校。丹西的好友对他的评价不一，马尔科姆·蒙格瑞奇说他是“军情六处唯一的老鸟”，休·特雷弗-罗珀说丹西“烂透了，腐败，不称职，但有点狡猾”。除此之外，军情五处的局长麦克斯韦·奈特也是原型之一，弗莱明很了解他，他在备忘录上签的名字也是“M”。而军情六处的头头们签名时只写一个字母的习惯源于曼斯菲尔德·史密斯-卡明，卡明签名时会用绿墨水写他的姓氏首字母“C”。
威廉·梅尔维尔也是另一个可能是M原型的人物。这位爱尔兰人是特勤局（军情五处和军情六处的前身）局长，认识他的政界人士都会叫他M。梅尔维尔亲手把西德尼·乔治·赖利招进政治部门，这位“王牌间谍”曾成功挫败维多利亚女王金禧年纪念日的刺杀阴谋。弗莱明传记作者约翰·皮尔森还假设了弗莱明对M的刻画，反映了他母亲的回忆：

## 小说
弗莱明的第三部邦德小说《太空城 (小说)》首次提到M的姓名首字母“M**** M*******”，而后来的情节显示他的姓氏叫迈尔斯（Miles）。在系列的最终作《金枪人》，M的全名海军中将迈尔斯·梅斯维尔维二等功勋爵。梅斯维尔维继任在办公室遭暗杀的前军情六处处长。
海军主题贯穿弗莱明对M及其周围环境的描写始终，专门研究邦德的记者本·麦金太尔认为M的性格是“严格执行海军的每一条规章制度”。麦金太尔还在他研究邦德的著作指出，金斯利·艾米斯总结了弗莱明对M话语描写有：愤怒（3次提到）；粗鲁、冷漠（7次提到）；简练、枯槁（5次提到）；粗野（7次提到）、严肃、性急（5次）。
在12部小说和2部短篇小说集中，弗莱明指出了许多跟M的背景和性格有关的细节。在小说《女王密使》中，M做情报部门主管一年的薪水有6500英镑（2025年为144,803英镑），其中1500英镑是海军的退役补助金。尽管他的薪水在20世纪50、60年代很体面，但小说没提到他加入刀片俱乐部或负担会费的原因，而这个俱乐部的服务由他经常光顾的赌场和餐厅提供。刀片帮仅限200名男士入会，所有会员必须出示10万英镑（2025年为2,227,732英镑）现金或金边债券。艾米斯在他的研究专著《詹姆斯·邦德档案》中指出，依M的薪水看来，他那个俱乐部会员资格的手段确实是个迷。由于M个人喜欢阿尔及利亚的廉价红葡萄酒，刀片帮的工作人员一直给他供应这种酒，但这种酒没有出现在葡萄酒彩蛋中。M称这种酒“易怒者”（Infuriator）。除非心情很不好，否则这种酒M不会喝很多。
学者保罗·斯托克（Paul Stock）指出，M的办公室是英国的代名词，邦德出任务时，必定会去那里，不过他也认为M是英国和英国文化的代表。
在弗莱明去世后的首部邦德小说《孙上校》中，M在寓所Quarterdeck遭人绑架，邦德竭尽全力营救。后来由約翰·加德納创作的续作指出，迈尔斯·梅斯维西继续担任M。特勤局的气候不同以往，人浮于事，但M依旧器重邦德，认为英国需要“一种锐器”。在加德纳的最后一部小说《末日之子》中，M又遭到绑架，邦德又去营救，最终M从军情六处退休。雷蒙德·本森之后在1998年写了续集《死亡的真谛》，故事接着写到梅斯维西的退休后仍住在Quarterdeck寓所，新任M是芭芭拉·莫兹利（Barbara Mawdsley）。

## 电影

### 永世制片作品

#### 柏纳德·李：1962年–1979年
自第一部邦德电影《鐵金剛勇破神秘島》开始，M一角由柏纳德·李饰演，直到《鐵金剛勇破太空城》。在《诺博士》中，M提到自己持有自上任以来行动人数伤亡数目减少的纪录，暗示之前有人做过他的工作。电影亦指M自称是军情七处处长，不过这是电影上映前修改的，李原本说自己管军情六处。电影的早期内容中，一名电台人员也指他所在的部门是军情六处。
部分棒的学者指出李对该角色的诠释切合原著的文学形象。柯克和斯图兹观察到，李“非常贴近弗莱明版本的角色”，而鲁宾认为他是一个严肃、有效率、不讲胡话的权威人物。与此同时，史密斯和拉文顿表示李是“弗莱明这位脾气暴躁的海军上将的非常化身”。
1981年1月，《鐵金剛勇破海龍幫》上映四个月前，拍完了所有的戏份的李罹患癌症去世。出于致敬，他的角色没有新演员接任，相反剧本改成了他去休假，他的台词转给了总参谋长比尔·坦纳和国防部长弗雷德里克·格雷爵士。后来的作品也提到了李任内的工作，1999年作品《黑日危机》中的军情六处苏格兰总部出现了李的油画。
登场作品：
| - 《鐵金剛勇破神秘島》（1962） - 《鐵金剛勇破間諜網》（1963） - 《鐵金剛大戰金手指》（1964） - 《鐵金剛勇戰魔鬼黨》（1965） - 《鐵金剛勇破火箭嶺》（1967） - 《鐵金剛勇破雪山堡》（1969） | - 《鐵金剛勇破鑽石黨》（1971） - 《鐵金剛勇破黑魔黨》（1973） - 《鐵金剛大戰金槍客》（1974） - 《鐵金剛勇破海底城》（1977） - 《鐵金剛勇破太空城》（1979） |

#### 勞勃·布朗：1983年–1989年
李去世后，制作人聘请勞勃·布朗在《八爪女》中饰演M。电影发行时，普遍观点认为这一版的M和李的版本一样，只不过如今是由布朗饰演罢了，本质上就像罗杰·摩尔和乔治·拉兹比取代肖恩·康纳利一样。不过，布朗在1977年作品《海底城》中饰演潜艇旗官哈格里夫斯海军（Admiral Hargreaves）上将，而邦德学者斯蒂芬·杰伊·鲁宾、约翰·柯克和柯林·斯图兹都认为哈格里夫斯已经获任命为M，所以不应认为他和李饰演的M一样，或是一个完全不同的角色。
菲佛和沃罗尔认为，尽管布朗看起来很完美，但是他的角色比李要弱，“太像叔伯辈”。然而，到了《杀人执照》，他们又认为布朗的角色在片中撤销了邦德的杀人执照，很有说服力。小说续作作者雷蒙德·本森表示同意，指出M的角色“再度被改写”，认为布朗没有机会去挖掘展露的角色特征。本森也认为他的角色“太过友善”。
2021年作品《007：生死交戰》中的軍情六處蘇格蘭總部以油畫畫像呈現。
登场作品：
| - 《鐵金剛勇破爆炸黨》（1983） - 《鐵金剛勇戰大狂魔》（1985） - 《鐵金剛大戰特務飛龍》（1987） - 《鐵金剛勇戰殺人狂魔》（1989） |

#### 朱迪·丹奇：1995年–2015年
经过了《杀人执照》到《新鐵金剛之金眼睛》的一个长的阶段，制片人决定让朱迪·丹奇女士接任罗伯特·布朗饰演M。她的角色原型是现实中自1992年到1996年担任军情五处主管的斯黛拉·雷明顿。在《黄金眼》中，丹奇扮演了一位冷酷、直率的M，最初讨厌邦德，认为他是“一头有性别歧视、厌恶女性的恐龙、冷战余孽”。参谋长坦纳在电影中给她起了外号“数字界的邪恶女皇”，而在那个依赖统计数字和分析，而非冲动和主动性的年代，她给自己积攒了不少声誉。
皮尔斯·布鲁斯南不再饰演邦德后，丹奇于2006年电影《007：大战皇家赌场》中继续扮演M。该片是邦德系列的重启制作，丹尼尔·克雷格扮演了处在职业生涯初期的邦德。在这部全新的续作中，M曾在军情六处工作过一段时间，有一次她呢喃道：“老天爷，我真怀念冷战” 。根据《007：大破天幕杀机》，M此前曾在1990年代掌管军情六处在香港的行动部门。然而，她掌管军情六处的能力多次被质疑：在《007：大战皇家赌场》中，邦德向手无寸铁的囚犯开枪、炸毁外国大使馆的过程被镜头录下，M女士因此需要问责；在《007：大破量子危机》，外交及联邦事务大臣下令M召回在玻利维亚执行任务的邦德，停止调查多米尼克·格林（Dominic Greene）的生态恐怖主义组织；在《007：大破天幕杀机》，军情六处遗失一个装有全球卧底特工身份资料的计算机硬盘，M需要接受公开聆讯。《007：大破天幕杀机》是丹奇第七次出演M，片中她成了前军情六处特工拉乌尔·席尔瓦的目标，为了营救另外六名特工，他将席尔瓦交给了中国。M在片中中枪负伤死亡，是永世系列邦德片中M唯一一次殉职。《007：幽灵党》是丹奇最后一次亮相，她出现在一则影片遗嘱中，给邦德下最终命令，去追捕击杀一个人，这最终将邦德引向该片的一个有名无实的犯罪组织。
M的身世有过简要提及：在《黄金眼》，他回应了坦纳给她的“数字界邪恶女皇”的称呼，告诉他自己想听讽刺的话，就会找自己的几个孩子。《007：大破量子危机》的导演马克·福斯特表示，丹奇的角色在与邦德建立关系时，产生了母性色彩，这种色彩在《007：大破天幕杀机》中得到彰显，片中多次叫她“母亲”和“妈妈”，她在片中透露自己是寡妇。
登场作品：
| - 《新鐵金剛之金眼睛》（1995） - 《新鐵金剛之明日帝國》（1997） - 《新鐵金剛之黑日危機》（1999） - 《新鐵金剛之不日殺機》（2002） - 《007大战皇家赌场》（2006） - 《新鐵金剛之量子殺機》（2008） - 《007：大破天幕杀机》（2012） - 《007：惡魔四伏》（2015，客串） | 另外也出现在六款电子游戏中： - 《007：一切或一无所有》 (2004) - 《新鐵金剛之黑日危機》 – 可选角色 - 《黄金眼：流氓特工》 (2004) - 《007：大破量子危机》 (2008) - 《黄金眼007》 (2010) - 《007：血石》 (2010) - 《007传奇》(2012) |

#### 拉尔夫·费因斯：2012年–至今
《007：大破天幕杀机》片尾中朱迪·丹奇饰演的M去世后，拉尔夫·费因斯饰演的加雷斯·马洛里（Gareth Mallory）继任。马洛里之前是英国陆军上校，曾任議會情報與安全委員會主席。北爱尔兰问题时期，曾与特种空勤团在北爱尔兰服役，在当地被爱尔兰共和军俘虏三个月。《007：幽灵党》中，军情六处的00部门被解散，马里洛也随之降级。他协助邦德捣毁幽灵党利用九眼联盟占领全球的计划。《007：无暇赴死》中，马里洛主导制造了一种用作生物武器的纳米机器人，通过改变人类DNA的手段杀人。但这个武器被恐怖分子吕西弗·萨芬挪用，彻底剿灭幽灵党组织，更计划用导弹将武器发射到全世界。最终邦德及时阻止了他的阴谋，但不幸染上武器。为了保护妻女，邦德最终与萨芬导弹同归于尽。
登场作品：
| - 《007：大破天幕杀机》（2012） - 《007：惡魔四伏》（2015） - 《007：生死交戰》（2021） |

### 其他作品

#### 约翰·休斯顿/大卫·尼文：1967年
1967年滑稽剧《皇家赌场》一角有两位M。一位是该片的联合导演约翰·休斯顿。片中，M的原名为麦克塔里（McTarry），因意外死亡。为了让邦德退休，他下令军方用迫击炮攻击邦德家，这项工作是之前退休的特工拒绝执行的。邦德之后去了麦克塔里在苏格兰的城堡，归还在袭击后发现的M唯一一件遗物——一顶深红色假发。后来，大卫·尼文成了新任的M，他下令所有军情六处特工，不论男女，都改名为“詹姆斯·邦德007”来迷惑敌人。

#### 爱德华·福克斯：1983年
1983年《巡弋飞弹》中，爱德华·福克斯饰演了一位蔑视邦德M，打破了之前电影M与邦德关系。学者杰里米·布莱克认为，M对00部门特务的蔑视，是对康纳利版本邦德的回应。福克斯扮演的M比之前的版本都要年轻。媒体史学家詹姆斯·查普曼指出，尽管M认为邦德是过时的产物，外交大臣还是重启了00部门。

## 詹姆斯·邦德系列以外
阿兰·摩尔和凯文·奥尼尔创作的漫画《天降奇兵》打造了一个1898年风格的联盟（由米娜·哈克率领），该组织由大师M的手下、詹姆斯·邦德的祖父坎皮·邦德指挥。后来，M被揭示为詹姆斯·莫里亚蒂教授的化身，他利用联盟赢得对抗傅满洲的帮派大战。莫里亚蒂教授死后，夏洛克·福尔摩斯的哥哥迈克罗夫特·福尔摩斯继任M。续集《天降奇兵：黑色档案》设在1950年代战后垂死的乌托邦式英国，英国特工部主管M为格林童话《黑獄亡魂》中的哈里·莱姆。最终集《世纪大战》横跨1910年到2009年，2009年的M是《复仇者》的老年版艾玛·皮尔。在2003年改编电影中，M再次由莫里亚蒂担任、理查·羅森堡扮演。

## 文献资料
- Amis, Kingsley. . London: Pan Books. 1966. OCLC 752401390.
- Benson, Raymond. . London: Boxtree Ltd. 1988. ISBN 1-85283-234-7.
- Black, Jeremy. . University of Nebraska Press. 2005  [2019-05-14]. ISBN 978-0-8032-6240-9. （原始内容存档于2020-03-29）.
- Chapman, James. . New York: I.B. Tauris. 2009. ISBN 978-1-84511-515-9.
- Comentale, Edward P; Watt, Stephen; Willman, Skip. . Indiana University Press. 2005  [2019-05-14]. ISBN 978-0-253-21743-1. （原始内容存档于2020-09-22）.
- Cork, John; Stutz, Collin. . London: Dorling Kindersley. 2007. ISBN 978-1-4053-3427-3.
- Griswold, John. . AuthorHouse. 2006  [2019-05-14]. ISBN 1-4259-3100-6. （原始内容存档于2017-03-08）.
- Jütting, Kerstin. . GRIN Verlag. 2007  [2019-05-14]. ISBN 978-3-638-85372-9. （原始内容存档于2020-10-31）.
- Lane, Andy; Simpson, Paul. . London: Virgin Books. 2002. ISBN 978-0-7535-0712-4.
- Lejeune, Anthony. . London: Mayflower Books. 1979. ISBN 978-0-8317-3800-6.
- Lindner, Christoph. . Manchester University Press. 2009  [2019-05-14]. ISBN 978-0-7190-6541-5. （原始内容存档于2020-12-09）.
- Macintyre, Ben. . London: Bloomsbury Publishing. 2008. ISBN 978-0-7475-9527-4.
- McKay, Sinclair. . London: Aurum Press. 2008. ISBN 978-1-84513-355-9.
- Morrison, Grant. . London: Random House. 2011. ISBN 978-0-224-08996-8.
- Pearson, John. . London: Pan Books. 1966. ISBN 0-330-02082-X.
- Pfeiffer, Lee; Worrall, Dave. . London: Boxtree Ltd. 1998. ISBN 978-0-7522-2477-0.
- Rimington, Stella. . London: Arrow Books. 2008. ISBN 978-0-09-943672-0.
- Rubin, Steven Jay. . New York: McGraw-Hill. 2003. ISBN 0-07-141246-8.
- Simpson, Paul. . Rough Guides. 2002  [2019-05-14]. ISBN 978-1-84353-142-5. （原始内容存档于2020-12-09）.
- Smith, Jim; Lavington, Stephen. . London: Virgin Books. 2002. ISBN 978-0-7535-0709-4.
- Stock, Paul. . Lindner, Christoph  (编). . Manchester: Manchester University Press. 2009. ISBN 978-0-7190-6541-5.
- Vice magazine. . Edinburgh: Canongate Books. 2011. ISBN 978-0-85786-024-8.
- West, Nigel. . Lanham, Maryland: Scarecrow Press. 2010. ISBN 978-0-7524-2896-3.